# Saskia Neville
Saskia Neville (22 oktober 1991) is een Nederlandse freerunner en stuntvrouw.
Ze vergaarde bekendheid met haar deelname aan Ninja Warrior in Nederland en Engeland; en aan de Freerunning World Cups in China, Japan en Frankrijk. Het leeuwendeel van haar werk bestaat uit het acteren als stuntvrouw in diverse films en tv-series, waaronder Wonder Woman 1984.

## Levensloop
Neville groeide op in Voorschoten. Daar rende ze als kind door de weilanden, sprong ze over slootjes en klom ze de hoogste bomen. Haar vader, een turner, moedigde haar aan om aan sport te doen. Vanaf haar zesde deed ze aan gymnastiek, behaalde ze haar klim- en zeildiploma's en kreeg ze les in vechtsporten.
Ze ging naar de vwo en het plan was om traumachirurg te worden. Na haar eindexamen kwam ze echter niet door de loting voor de studie medicijnen. Het erop volgende jaar ging ze geregeld surfen in Scheveningen. Daar kwam ze op haar twintigste in contact met de sport tijdens het klimmen en klauteren aan de boulevard in Scheveningen. Zo kwam ze bij een Freerun groep in Den Haag terecht. Maar voordat ze in die sport echt verder kon, vertrok ze voor een studie biomedische wetenschappen aan de universiteit van Bristol. Ze kon tijdens haar studie niet stilzitten en had energie te over, dus ging ze freerunnen. Ze begon in reclamespotjes als freerunner op te treden en daarmee rolde ze de stuntwereld binnen.
Ze studeerde af als celbioloog, werkte een tijdje in een laboratorium, en was inmiddels volwaardig lid van Stuntteam de Beukelaer, waarin ook geacteerd moest worden. Ze verliet uiteindelijk haar baan als bioloog om zich fulltime op het stuntvak te richten.
In de loop van de tijd vergaarde Neville bekendheid door haar deelnames aan het programma Ninja Warrior en de Freerunning World Cups in China, Japan (2018) en Frankrijk. Maar in de eerste plaats was zij stuntvrouw en deed dat voor diverse Nederlandse films, reclames en series. Zo klom ze voor Penoza over een gepunte stalen hek, en voor de tv-serie Red Light racete ze op hoge snelheid door een woonwijk. Ook internationaal timmert Neville aan de weg: voor Wonder Woman 1984 kwam ze als amazone onder andere in een gevecht terecht. Hiervoor won ze met haar stuntteam een belangrijke prijs van de Screen Actors Guild. Datzelfde jaar voerde ze voor de Nederlandse thriller VALS (2019) stunts uit in de Belgische Ardennen.
In de kinderfilm Rookie (2021) was Neville betrokken als rigger. In Sihja, een andere kinderfilm datzelfde jaar, trad ze behalve als rigger ook als coach van de kinderacteurs op en deed ze ook dubbelen.

## Genderongelijkheid
Als  stuntvrouw begeeft Neville zich in een door mannen gedomineerde en bevooroordeelde wereld met stereotiepe beelden. Ze moest zich vooral in het begin van haar carrière als blonde vrouw bewijzen bij haar werkgever. Ze gaat echter nuchter om met het gendervraagstuk. Ze erkent dat de stereotiepe denkbeelden er bij iedereen – inclusief haarzelf – ingebakken zitten. Tegelijkertijd erkent ze ook dat verschillend met de twee seksen omgegaan kan worden: “Jongens en meiden verschillen nou eenmaal van elkaar”.
Freerun-wedstrijden worden voor de seksen gescheiden gehouden, wat volgens Neville correct is. Wel moet er volgens haar bij de vrouwen wel meer geprofessionaliseerd worden. Anno 2019 is het prijzengeld voor vrouwen niet altijd gelijk aan dat voor mannen. Gezien dat soms maar een fractie van de deelnemers op een groot toernooi vrouw is, is dat volgens haar begrijpelijk. Maar het is een gevalletje van de kip en het ei: door weinig of geen prijzengeld voor de vrouwen te hebben straalt volgens haar een toernooi uit dat vrouwen een onbelangrijke subcategorie zijn, hetgeen niet helpt om meer vrouwen aan wedstrijden te laten  deelnemen.